# Anastasia Blayvas
Anastasia Blayvas (Halle, 13 de enero de 2001) es una deportista alemana que compite en lucha libre.
Ganó una medalla de bronce en el Campeonato Mundial de Lucha de 2023 y una medalla de bronce en el Campeonato Europeo de Lucha de 2024, ambas en la categoría de 55 kg.

## Palmarés internacional
| Campeonato Mundial | Campeonato Mundial | Campeonato Mundial | Campeonato Mundial |
| Año                | Lugar              | Medalla            | Categoría          |
| ------------------ | ------------------ | ------------------ | ------------------ |
| 2023               | Belgrado (Serbia)  | Medalla de bronce  | 55 kg              |
| Campeonato Europeo |                    |                    |                    |
| Año                | Lugar              | Medalla            | Categoría          |
| 2024               | Bucarest (Rumania) | Medalla de bronce  | 55 kg              |